# باريس تورز 1931
باريس تورز 1931 هو سباق دراجات هوائية، وهو الموسم رقم 26 من باريس تورز، وأقيم في 1931.
فاز بالمركز الأول أندريه ليدوك، وبالمركز الثاني Roger Parioleau ‏، وبالمركز الثالث Alfred Haemerlinck ‏.

## الفائزون
| الترتيب | الفائز              |
| ------- | ------------------- |
| الفائز  | أندريه ليدوك        |
| الثاني  | Roger Parioleau ‏    |
| الثالث  | Alfred Haemerlinck ‏ |